# Aleksicze
Aleksicze is een plaats in het Poolse district  Białostocki, woiwodschap Podlachië. De plaats maakt deel uit van de gemeente Zabłudów en telt 60 inwoners.